# وينديل كيم
وينديل كيم (بالإنجليزية: Wendell Kim)‏ هو مدرب كرة القاعدة ‏ أمريكي، ولد في 9 مارس 1950 في هونولولو في الولايات المتحدة، وتوفي في 15 فبراير 2015 في فينيكس في الولايات المتحدة بسبب مرض آلزهايمر.